# Platyzosteria pseudocastanea
Platyzosteria pseudocastanea är en kackerlacksart som beskrevs av Johann Gottlieb Otto Tepper 1893. Platyzosteria pseudocastanea ingår i släktet Platyzosteria och familjen storkackerlackor. Inga underarter finns listade i Catalogue of Life.